# Vera Cholodnaja
Vera Cholodnaja, vlastním jménem Vera Vasiljevna Levčenko (5. srpna 1893, Poltava – 16. února 1919, Oděsa) byla ukrajinská herečka, asi nejslavnější herečka němého filmu.

## Život
V roce 1910 si vzala za manžela Vladimira Cholodného, prvního ruského automobilového závodníka. Svou první filmovou roli dostala roku 1915 ve snímku Pesň torzestvujuščej ljubvi. Ona i film zaznamenaly velký úspěch, načež prožila několik let mimořádné slávy, díky dalším rolím ve filmech jako Žizň za žizň (1916), Čelověk-zver (1917) nebo Mlč, smutku, mlč (1918). Vytvořila typ tajemné ženy, jíž je souzeno být nešťastná.
Po komunistickém převratu se rozhodla odstěhovat do Oděsy, jejíž osud byl nejistý, nebylo jasné, komu nakonec v ukrajinské válce za nezávislost připadne. Rozuzlení se však již nedožila, zemřela roku 1919, v pouhých 25 letech. Podle oficiálních zdrojů byla příčinou smrti španělská chřipka. Existuje o ní však také mnoho pověstí a konspiračních teorií. K nejobvyklejším patří, že jí nechali otrávit bolševici. Skutečností je, že byla patrně vnímána jako kulturní ikona sklonku carské éry, a že bylo na počátku bolševické éry v Rusku zničeno podezřele velké množství jejích filmů, dochovalo se jich jen pět. Její manžel zemřel dva měsíce po ní. Cholodnaja byla předlohou hrdinky filmu Nikity Michalkova Otrokyně lásky (1975).